# Uruguai nos Jogos Olímpicos de Verão de 2004
O Uruguai competiu nos Jogos Olímpicos de Verão de 2004, em Atenas, na Grécia.

## Desempenho

### Natação
Masculino
| Atletas         | Evento      | Baterias  | Baterias | Semifinal | Semifinal | Final       | Final       |
| Atletas         | Evento      | Marca     | Posição  | Marca     | Posição   | Marca       | Posição     |
| --------------- | ----------- | --------- | -------- | --------- | --------- | ----------- | ----------- |
| Martin Kutscher | 400 m livre | 4min03s21 | 39º      |           |           | Não avançou | Não avançou |